# Kishiwada
Kishiwada (japanska: 岸和田?, Kishiwada-shi) är en stad i Osaka prefektur i Japan. Staden fick stadsrättigheter 1922  och 
har sedan 2002 
status som speciell stad (japanska: 特例市?, Tokureishi) enligt lagen om lokalt självstyre.